# 国营乌石农场
国营乌石农场是位于中国海南省琼中黎族苗族自治县一个类似乡级单位。

## 行政区划
下辖以下地区：
国营乌石场部社区、南方分场场部社区、岭头分场场部社区、国营乌石农场第一作业区、国营乌石农场第二作业区、国营乌石农场第三作业区、国营乌石农场第四作业区、国营乌石农场第五作业区、国营乌石农场南方分场加留作业区、国营乌石农场南方分场东门作业区、国营乌石农场南风分场中平作业区、国营乌石农场南茂作业区、国营乌石农场岭头分场第一片区和国营乌石农场岭头分场第二片区。